# Козацька кухня
Козацька кухня — середньовічна кухня українських козаків, які мешкали переважно на півдні України.
В раціоні переважали крупи та риба. М'яса, молока було небагато, оскільки худобу козаки не тримали, а городиною не займались. М'ясо, сметану, молоко добували в походах або купували у селян. Риби було вдосталь, адже поселення розміщувались біля річок та озер. Козаки довгий час проводили в походах, тому в цей час в раціоні переважала риба — варена, печена або сушена. Під час походів змінювався стиль харчування, а також набір продуктів — в дорогу брали лише те, що не псувалось. Козацька кухня була простою, економною, але поживною.
Народні козацькі страви згадував у своїй поемі «Енеїда» Іван Котляревський. Деякі страви описав французький інженер Г. Л. де Боплан, який досліджував Україну незадовго до початку козацького повстання під проводом руського шляхтича Богдана Хмельницького, котрий і став першим князем-гетьманом української козацької держави — Гетьманщини.

## Відомі страви
- Куліш (від угор. köles — «просо») — найвідоміша українська страва, готується з пшоняних круп.
- Тетеря — «батько» куліша, покращений варіант саламахи.
- Галушки — прототипом галушок була соламаха. Готували їх з пшеничного і гречаного борошна, замішуючи на овочевому відварі, молоці або сироватці круте тісто.
- Щерба — рідко зварене борошно на риб'ячій юшці. За м'ясо треба було платити, а рибу щедро поставляли водойми. Рибу сушили, смажили, варили, в'ялили і запікали.
- Капусняк запорізький — неповсякденна їжа козаків. Існує безліч рецептів цієї страви.
- Путря — ячмінна кутя з солодким квасом.
- Шулик медовий — корж з маком, спечений на меду.
- Варенуха — напій з горілки, прянощів, меду та фруктів, зварений в печі.
- Коржі-загреби — прісні коржі з борошна грубого помелу. Назва визначає спосіб приготування, під час якого тісто загрібали жаром або золою і запікали. Подібний прийом був зручним під час походів, оскільки дозволяв готувати коржі на багатті посеред поля.

## Приказки про козацьку їжу
- «Козак не гордун, що дістав, те ковтнув».
- «Хліб та вода — козацька їда».
- «Запорожці як малі діти: дай багато — все з'їдять, дай мало — будуть задоволені».